# Peter Melleby
Peter Jul Melleby, född 11 januari 1917 i Halden, död 12 maj 2019 i Vadsø, var den antarktiska Maudheimexpeditionens hundkörare, reservtelegrafist, reservmekaniker för snövesslorna och allmän hjälpreda åren 1949–1952.
Melleby avlade studentexamen 1937 och året därpå handelsgymnasieexamen i Oslo. Åren 1939–1941 arbetade han i Store Norske Spitsbergen Kulkompanis gruvor i Longyearbyen på Svalbard. År 1941 gick han in i den norska armén i Skottland och sändes till Island som skidinstruktör för engelsmän. År 1942 var han soldat på Svalbard och deltog där i strider mot tyskarna, varefter det blev radiotelegrafistutbildning i Edinburgh och sedan beordrades han hösten 1944 som sergeant till meteorologiska stationen i Hiorthamn där han stannade till hösten 1945. Åren 1946–1948 var han fångstman på Nordöstgrönland. År 1955 anställdes Melleby vid Geofysisk malmletning, som senare blev Norges geologiske undersøkelse (NGU), där han arbetade fram till pensioneringen 1984 varefter han bosatte sig hos en dotter i Vadsø.
Under Maudheimexpeditionen i Antarktis deltog Melleby första året i meteorologiska undersökningar, medan han tillsammans med Robin och Swithinbank planerade och genomförde en 2½ månaders expedition från oktober 1951 med snövesslor och hundspann ner till 74,3°S; 2 710 m över havet, ungefär 620 km från Maudheim. Man finutvecklade under expeditionen metod att mäta isens tjocklek med hjälp av ljudmätningar efter sprängningar i isen och fick en första orienterande kartläggning av is- och underliggande markförhållandena på Antarktis.
Mellebynuten på öständan av Neumayerskarvet är uppkallad efter Melleby liksom Peterbreen, båda på Dronning Maud Land. Liksom övriga deltagare i Maudheimexpeditionen erhöll han Maudheimmedaljen. Melleby blev den siste överlevande efter såväl Maudheimexpeditionen som bland Svalbardsoldaterna.